# Thamnophilus punctatus
A Thamnophilus punctatus a madarak osztályának verébalakúak (Passeriformes) rendjébe és a hangyászmadárfélék (Thamnophilidae) családjába tartozó faj.

## Rendszerezése
A fajt George Shaw angol zoológus írta le 1809-ben, a gébicsfélék (Laniidae) családjába tartozó Lanius nembe Lanius punctatus néven.

## Alfajai
- Thamnophilus punctatus punctatus – (Shaw, 1809)
- Thamnophilus punctatus interpositus – (Hartert & Goodson, 1917)
- Thamnophilus punctatus huallagae – (Carriker, 1934)
- Thamnophilus punctatus leucogaster – (Hellmayr, 1924)[2]

## Előfordulása
Dél-Amerika északi részén, Brazília, Ecuador, Francia Guyana, Guyana, Kolumbia, Paraguay, Peru, Suriname és Venezuela területén honos. 
Természetes élőhelyei a szubtrópusi vagy trópusi síkvidéki esőerdők és lombhullató erdők. Állandó, nem vonuló faj.

## Megjelenése
Testhossza 15 centiméter, testtömege 19–21 gramm.

## Életmódja
Különböző rovarokkal táplálkozik.

## Természetvédelmi helyzete
Az elterjedési területe rendkívül nagy, egyedszáma ismeretlen. A Természetvédelmi Világszövetség Vörös listáján nem fenyegetett fajként szerepel.